# Olympische Sommerspiele 2012/Teilnehmer (Australien)
| Gelbes Symbol für Goldmedaillen mit stilisierten Olympischen Ringen | Graues Symbol für Silbermedaillen mit stilisierten Olympischen Ringen | Braundes Symbol für Bronzemedaillen mit stilisierten Olympischen Ringen |
| ------------------------------------------------------------------- | --------------------------------------------------------------------- | ----------------------------------------------------------------------- |
| 8                                                                   | 15                                                                    | 12                                                                      |

Australien nahm an den Olympischen Sommerspielen 2012 in der britischen Hauptstadt London mit 410 vom Australian Olympic Committee nominierten Athleten in 23 Sportarten teil.
Seit 1896 war es die 27. Teilnahme Australiens bei Olympischen Sommerspielen. Damit war Australien neben Griechenland, Frankreich, der Schweiz und dem Vereinigten Königreich eine der fünf Nationen, die bis dahin bei allen Olympischen Sommerspielen teilgenommen hatten.

## Flaggenträger
Die Basketball-Spielerin Lauren Jackson trug die Flagge Australiens während der Eröffnungsfeier im Olympiastadion; bei der Schlussfeier wurde sie vom Segler Malcolm Page getragen.

## Medaillen
Mit 8 gewonnenen Gold-, 15 Silber- und 12 Bronzemedaillen belegte das australische Team Platz 8 im Medaillenspiegel.

Anmerkung: Am 24. März 2016 wurde die nachträgliche Disqualifikation des russischen Leichtathleten Sergey Kirdyapkin angekündigt. Ihm wurde die Goldmedaille im 50-km-Gehen aberkannt, und nachträglich die Medaillenränge von Australien, China und Irland angepasst.

### Medaillenspiegel
| Medaillenspiegel Australien |                |   |    |    |        |
| Platz                       | Sportart       |   |    |    | Gesamt |
| 1                           | Segeln         | 3 | 1  | 0  | 4      |
| 2                           | Schwimmen      | 1 | 6  | 3  | 10     |
| 3                           | Radsport       | 1 | 2  | 3  | 6      |
| 4                           | Leichtathletik | 2 | 1  | 0  | 3      |
| 5                           | Kanu           | 1 | 1  | 0  | 2      |
| 6                           | Rudern         | 0 | 3  | 2  | 5      |
| 7                           | Wasserspringen | 0 | 1  | 0  | 1      |
| 8                           | Basketball     | 0 | 0  | 1  | 1      |
|                             | Hockey         | 0 | 0  | 1  | 1      |
|                             | Triathlon      | 0 | 0  | 1  | 1      |
|                             | Wasserball     | 0 | 0  | 1  | 1      |
| Total                       | Total          | 8 | 15 | 12 | 35     |

### Medaillengewinner

#### Gold
| Name                                                                                         | Sportart       | Wettkampf                        |
| -------------------------------------------------------------------------------------------- | -------------- | -------------------------------- |
| Mathew Belcher Malcolm Page                                                                  | Segeln         | 470er Männer                     |
| Cate Campbell Alicia Coutts Brittany Elmslie Yolane Kukla Melanie Schlanger Lisbeth Trickett | Schwimmen      | 4 × 100-m-Freistilstaffel Frauen |
| Jacob Clear David Smith Tate Smith Murray Stewart                                            | Kanu           | Vierer-Kajak 1000 m Männer       |
| Jared Tallent                                                                                | Leichtathletik | 50 km Gehen Männer               |
| Iain Jensen Nathan Outteridge                                                                | Segeln         | 49er Männer                      |
| Anna Meares                                                                                  | Radsport       | Bahn Sprint Frauen               |
| Sally Pearson                                                                                | Leichtathletik | 100 m Hürden Frauen              |
| Tom Slingsby                                                                                 | Segeln         | Laser Männer                     |

#### Silber
| Name                                                                        | Sportart       | Wettkampf                         |
| --------------------------------------------------------------------------- | -------------- | --------------------------------- |
| Jack Bobridge Rohan Dennis Michael Hepburn Glenn O’Shea Alexander Edmondson | Radsport       | Bahn Mannschaftsverfolgung Männer |
| Brittany Broben                                                             | Wasserspringen | Turmspringen 10 m Frauen          |
| James Chapman Josh Dunkley-Smith Drew Ginn William Lockwood                 | Rudern         | Vierer Männer                     |
| Kim Crow Brooke Pratley                                                     | Rudern         | Doppelzweier Frauen               |
| Jessica Fox                                                                 | Kanu           | Einer-Kajak Slalom Frauen         |
| Kate Hornsey Sarah Tait                                                     | Rudern         | Zweier Frauen                     |
| Mitchell Watt                                                               | Leichtathletik | Weitsprung Männer                 |
| Lucinda Whitty Nina Curtis Olivia Price                                     | Segeln         | Elliott 6m Frauen                 |
| Sam Willoughby                                                              | Radsport       | BMX Männer                        |
| Emily Seebohm                                                               | Schwimmen      | 100 m Rücken Frauen               |
| Alicia Coutts                                                               | Schwimmen      | 200 m Lagen Frauen                |
| Bronte Barratt Melanie Schlanger Kylie Palmer Alicia Coutts                 | Schwimmen      | 4 × 200-m-Freistilstaffel Frauen  |
| Emily Seebohm Leisel Jones Alicia Coutts Melanie Schlanger                  | Schwimmen      | 4 × 100-m-Lagenstaffel Frauen     |
| James Magnussen                                                             | Schwimmen      | 100 m Freistil Männer             |
| Christian Sprenger                                                          | Schwimmen      | 100 m Brust Männer                |

#### Bronze
| Name | Sportart   | Wettkampf                     |
| --- | ---------- | ----------------------------- |
| Des Abbott Nathan Burgers Matthew Butturini Joel Carroll Chris Ciriello Liam De Young Tim Deavin Jamie Dwyer Matt Gohdes Kieran Govers Fergus Kavanagh Mark Knowles Eddie Ockenden Simon Orchard Matthew Swann Glenn Turner | Hockey     | Männer                        |
| Suzy Batkovic-Brown Abby Bishop Liz Cambage Laura Summerton Lauren Jackson Rachel Jarry Kathleen MacLeod Jenna O’Hea Sam Richards Jenni Screen Belinda Snell Kristi Harrower                                                | Basketball | Frauen                        |
| Gemma Beadsworth Victoria Brown Kate Gynther Bronwen Knox Holly Lincoln-Smith Alicia McCormack Jane Moran Glencora Ralph Mel Rippon Sophie Smith Ash Southern Rowie Webster Nicola Zagame                                   | Wasserball | Frauen                        |
| Kim Crow | Rudern     | Einer Frauen                  |
| Erin Densham | Triathlon  | Einzel Frauen                 |
| Annette Edmondson | Radsport   | Bahn Omnium Frauen            |
| Karsten Forsterling James McRae Christopher Morgan Daniel Noonan | Rudern     | Doppelvierer Männer           |
| Kaarle McCulloch Anna Meares | Radsport   | Bahn Teamsprint Frauen        |
| Shane Perkins | Radsport   | Bahn Sprint Männer            |
| Bronte Barratt | Schwimmen  | 200 m Freistil Frauen         |
| Alicia Coutts | Schwimmen  | 100 m Schmetterling Frauen    |
| Hayden Stoeckel Christian Sprenger Matt Targett James Magnussen | Schwimmen  | 4 × 100-m-Lagenstaffel Männer |

## Teilnehmer nach Sportarten

### Badminton
| Athleten                  | Wettbewerb | Gruppenphase | Gruppenphase | Achtelfinale  | Achtelfinale  | Viertelfinale  | Viertelfinale              | Halbfinale    | Halbfinale    | Finale        | Finale        | Rang |
| Athleten                  | Wettbewerb | Punkte       | Rang         | Gegner        | Ergebnis      | Gegner         | Ergebnis                   | Gegner        | Ergebnis      | Gegner        | Ergebnis      | Rang |
| ------------------------- | ---------- | ------------ | ------------ | ------------- | ------------- | -------------- | -------------------------- | ------------- | ------------- | ------------- | ------------- | ---- |
| Frauen                    |            |              |              |               |               |                |                            |               |               |               |               |      |
| Victoria Na               | Einzel     | -13          | 2            | ausgeschieden | ausgeschieden | ausgeschieden  | ausgeschieden              | ausgeschieden | ausgeschieden | ausgeschieden | ausgeschieden | 17   |
| Leanne Choo Renuga Veeran | Doppel     | 16           | 1            | –             | –             | A. Bruce M. Li | 1 - 2 (9:21, 21:18, 18:21) | ausgeschieden | ausgeschieden | ausgeschieden | ausgeschieden | 5    |
| Männer                    |            |              |              |               |               |                |                            |               |               |               |               |      |
| Ross Smith Glenn Warfe    | Doppel     | -44          | 4            | –             | –             | ausgeschieden  | ausgeschieden              | ausgeschieden | ausgeschieden | ausgeschieden | ausgeschieden | 13   |

### Basketball
| Wettbewerb    | Frauen | Männer |
| ------------- | --- | --- |
| Athleten      | Suzy Batkovic-Brown Abby Bishop Liz Cambage Laura Summerton Lauren Jackson Rachel Jarry Kathleen MacLeod Jenna O’Hea Sam Richards Jenni Screen Belinda Snell Kristi Harrower | David Andersen David Barlow Aron Baynes Peter Crawford Matthew Dellavedova Adam Gibson Joe Ingles Aleks Marić Patty Mills Bradley Newley Matthew Nielsen Mark Worthington |
| Trainer       | Carrie Graf | Brett Brown |
| Gruppenphase  | Großbritannien (74:58) Frankreich (70:74 n. V.) Brasilien (67:61) Russland (70:66) Kanada (72:63)                                                                            | Brasilien (71:75) Spanien (70:82) Volksrepublik China (81:61) Großbritannien (106:75) Russland (82:80)                                                                    |
| Viertelfinale | Volksrepublik China (75:60) | USA (86:119) |
| Halbfinale    | USA (73:86) | ausgeschieden |
| Finale        | Spiel um Platz 3: Russland (83:74) | ausgeschieden |
| Platzierung   | Bronze | – |

### Beachvolleyball
| Athleten                             | Gruppenphase                                                                    | Gruppenphase                                                           | Gruppenphase | Gruppenphase | Achtelfinale  | Achtelfinale  | Viertelfinale | Viertelfinale | Halbfinale    | Halbfinale    | Finale        | Finale        | Rang |
| Athleten                             | Gegner                                                                          | Ergebnis                                                               | Punkte       | Rang         | Gegner        | Ergebnis      | Gegner        | Ergebnis      | Gegner        | Ergebnis      | Gegner        | Ergebnis      | Rang |
| ------------------------------------ | ------------------------------------------------------------------------------- | ---------------------------------------------------------------------- | ------------ | ------------ | ------------- | ------------- | ------------- | ------------- | ------------- | ------------- | ------------- | ------------- | ---- |
| Frauen                               |                                                                                 |                                                                        |              |              |               |               |               |               |               |               |               |               |      |
| Becchara Palmer Louise Bawden        | S. Goller / L. Ludwig M. Meppelink / S. van Gestel T. Antunes / M. Antonelli    | 2:1 (18:21, 21:19, 8:15) 0:2 (19:21, 15:21) 1:2 (21:18, 16:21, 9:15)   | 3            | 4            | ausgeschieden | ausgeschieden | ausgeschieden | ausgeschieden | ausgeschieden | ausgeschieden | ausgeschieden | ausgeschieden | 19   |
| Natalie Cook Tamsin Barnett Hinchley | M. May-Treanor / K. Walsh D. Schwaiger / St. Schwaiger M. Sluková / K. Kolocová | 0:2 (18:21, 19:21) 1:2 (21:18, 20:22, 10:15) 1:2 (16:21, 21:18, 11:15) | 3            | 4            | ausgeschieden | ausgeschieden | ausgeschieden | ausgeschieden | ausgeschieden | ausgeschieden | ausgeschieden | ausgeschieden | 19   |

### Bogenschießen
| Athleten      | Wettbewerb | Qualifikation | Qualifikation | 1. Runde            | 1. Runde | 2. Runde      | 2. Runde      | Achtelfinale  | Achtelfinale  | Viertelfinale | Viertelfinale | Halbfinale    | Halbfinale    | Finale        | Finale        | Rang |
| Athleten      | Wettbewerb | Ringe         | Rang          | Gegner              | Ergebnis | Gegner        | Ergebnis      | Gegner        | Ergebnis      | Gegner        | Ergebnis      | Gegner        | Ergebnis      | Gegner        | Ergebnis      | Rang |
| ------------- | ---------- | ------------- | ------------- | ------------------- | -------- | ------------- | ------------- | ------------- | ------------- | ------------- | ------------- | ------------- | ------------- | ------------- | ------------- | ---- |
| Frauen        |            |               |               |                     |          |               |               |               |               |               |               |               |               |               |               |      |
| Elisa Barnard | Einzel     | 601           | 58            | Carina Christiansen | 3:7      | ausgeschieden | ausgeschieden | ausgeschieden | ausgeschieden | ausgeschieden | ausgeschieden | ausgeschieden | ausgeschieden | ausgeschieden | ausgeschieden | 33   |
| Männer        |            |               |               |                     |          |               |               |               |               |               |               |               |               |               |               |      |
| Taylor Worth  | Einzel     | 668           | 23            | Alan Wills          | 6:5      | Bardy Ellison | 7:1           | Xiaoxiang Dai | 5:6           | ausgeschieden | ausgeschieden | ausgeschieden | ausgeschieden | ausgeschieden | ausgeschieden | 9    |

### Boxen
| Athleten                    | Wettbewerb                    | 1. Runde         | 1. Runde | Achtelfinale      | Achtelfinale  | Viertelfinale   | Viertelfinale | Halbfinale    | Halbfinale    | Finale        | Finale        | Rang |
| Athleten                    | Wettbewerb                    | Gegner           | Ergebnis | Gegner            | Ergebnis      | Gegner          | Ergebnis      | Gegner        | Ergebnis      | Gegner        | Ergebnis      | Rang |
| --------------------------- | ----------------------------- | ---------------- | -------- | ----------------- | ------------- | --------------- | ------------- | ------------- | ------------- | ------------- | ------------- | ---- |
| Frauen                      |                               |                  |          |                   |               |                 |               |               |               |               |               |      |
| Naomi-Lee Fischer-Rasmussen | Halbschwergewicht 69–75 kg    | –                | –        | Anna Laurell      | 17:24         | ausgeschieden   | ausgeschieden | ausgeschieden | ausgeschieden | ausgeschieden | ausgeschieden | 9    |
| Männer                      |                               |                  |          |                   |               |                 |               |               |               |               |               |      |
| Billy Ward                  | Halbfliegengewicht bis 49 kg  | Yosbany Soto     | 4:26     | ausgeschieden     | ausgeschieden | ausgeschieden   | ausgeschieden | ausgeschieden | ausgeschieden | ausgeschieden | ausgeschieden | 32   |
| Jackson Woods               | Fliegengewicht bis 52 kg      | Samir Brahimi    | 12:14    | ausgeschieden     | ausgeschieden | ausgeschieden   | ausgeschieden | ausgeschieden | ausgeschieden | ausgeschieden | ausgeschieden | 32   |
| Ibrahim Balla               | Bantamgewicht bis 56 kg       | Aboubakr Lbida   | 16:16    | Detelin Dalakliev | 10:14         | ausgeschieden   | ausgeschieden | ausgeschieden | ausgeschieden | ausgeschieden | ausgeschieden | 9    |
| Luke Jackson                | Leichtgewicht bis 60 kg       | Qiang Liu        | 7:20     | ausgeschieden     | ausgeschieden | ausgeschieden   | ausgeschieden | ausgeschieden | ausgeschieden | ausgeschieden | ausgeschieden | 32   |
| Jeffrey Horn                | Halbweltergewicht bis 64 kg   | Gilbert Choombe  | 19:5     | Abderrazak Houya  | 17:11         | Denys Berinchyk | 13:21         | ausgeschieden | ausgeschieden | ausgeschieden | ausgeschieden | 5    |
| Cameron Hammond             | Weltergewicht bis 69 kg       | Moustapha Hima   | 13:6     | Custio Clayton    | 11:14         | ausgeschieden   | ausgeschieden | ausgeschieden | ausgeschieden | ausgeschieden | ausgeschieden | 9    |
| Jesse Ross                  | Mittelgewicht bis 75 kg       | Abdelmalek Rahou | 11:13    | ausgeschieden     | ausgeschieden | ausgeschieden   | ausgeschieden | ausgeschieden | ausgeschieden | ausgeschieden | ausgeschieden | 32   |
| Damien Hooper               | Halbschwergewicht bis 81 kg   | Marcus Browne    | 13:11    | Jegor Mechonzew   | 11:19         | ausgeschieden   | ausgeschieden | ausgeschieden | ausgeschieden | ausgeschieden | ausgeschieden | 9    |
| Jai Opetaia                 | Schwergewicht bis 91 kg       | -                | -        | Teymur Məmmədov   | 11:12         | ausgeschieden   | ausgeschieden | ausgeschieden | ausgeschieden | ausgeschieden | ausgeschieden | 9    |
| Johan Linde                 | Superschwergewicht über 91 kg | -                | -        | Zhilei Zhang      | RSC           | ausgeschiedem   | ausgeschiedem | ausgeschiedem | ausgeschiedem | ausgeschiedem | ausgeschiedem | 9    |

### Gewichtheben
| Athleten    | Wettbewerb         | Reißen       | Reißen | Stoßen       | Stoßen | Zweikampf    | Zweikampf | Rang |
| Athleten    | Wettbewerb         | Gewicht (kg) | Rang   | Gewicht (kg) | Rang   | Gewicht (kg) | Rang      | Rang |
| ----------- | ------------------ | ------------ | ------ | ------------ | ------ | ------------ | --------- | ---- |
| Frauen      |                    |              |        |              |        |              |           |      |
| Seen Lee    | Klasse bis 63 kg   | 83           | 7      | 103          | 7      | 186          | 7         | 7    |
| Männer      |                    |              |        |              |        |              |           |      |
| Damon Kelly | Klasse über 105 kg | 165          | 16     | 216          | 16     | 381          | 16        | 16   |

### Hockey
| Wettbewerb        | Frauen | Männer |
| ----------------- | --- | --- |
| Athleten          | Madonna Blyth Fiona Boyce Teneal Attard Jade Close Toni Cronk Casey Eastham Anna Flanagan Kate Jenner Kobie McGurk Hope Munro Georgia Nanscawen Ashleigh Nelson Megan Rivers Jodie Schulz Emily Smith Jayde Taylor | Des Abbott Nathan Burgers Matthew Butturini Joel Carroll Chris Ciriello Liam De Young Tim Deavin Jamie Dwyer Matt Gohdes Kieran Govers Fergus Kavanagh Mark Knowles Eddie Ockenden Simon Orchard Matthew Swann Glenn Turner |
| Trainer           | Adam Commens | Ric Charlesworth |
| Gruppenphase      | Neuseeland 0:1 (0:1) Deutschland 3:1 (1:1) USA 1:0 (1:0) Südafrika 1:0 (1:0) Argentinien 0:0 | Südafrika 6:0 (2:0) Spanien 5:0 (3:0) Argentinien 2:2 (2:0) Großbritannien 3:3 (2:0) Pakistan 7:0 (4:0) |
| Platzierungsspiel | Spiel um Platz 5: Volksrepublik China 2:0 (0:0) | – |
| Halbfinale        | ausgeschieden | Deutschland 2:4 (1:1) |
| Finale            | ausgeschieden | Spiel um Platz 3: Großbritannien 3:1 (1:1) |
| Platzierung       | 5 | Bronze |

### Judo
| Athleten         | Wettbewerb         | 1. Runde Round of 64 | 1. Runde Round of 64 | 2. Runde Round of 32    | 2. Runde Round of 32 | Achtelfinale Round of 16 | Achtelfinale Round of 16 | Viertelfinale Quarter Final | Viertelfinale Quarter Final | Hoffnungsrunde Halbfinale Repechage | Hoffnungsrunde Halbfinale Repechage | Halbfinale    | Halbfinale    | Hoffnungsrunde Finale Bronze Medal | Hoffnungsrunde Finale Bronze Medal | Finale        | Finale        | Rang |
| Athleten         | Wettbewerb         | Gegner               | Ergebnis             | Gegner                  | Ergebnis             | Gegner                   | Ergebnis                 | Gegner                      | Ergebnis                    | Gegner                              | Ergebnis                            | Gegner        | Ergebnis      | Gegner                             | Ergebnis                           | Gegner        | Ergebnis      | Rang |
| ---------------- | ------------------ | -------------------- | -------------------- | ----------------------- | -------------------- | ------------------------ | ------------------------ | --------------------------- | --------------------------- | ----------------------------------- | ----------------------------------- | ------------- | ------------- | ---------------------------------- | ---------------------------------- | ------------- | ------------- | ---- |
| Frauen           |                    |                      |                      |                         |                      |                          |                          |                             |                             |                                     |                                     |               |               |                                    |                                    |               |               |      |
| Carli Renzi      | Klasse bis 57 kg   | -                    | -                    | -                       | -                    | Automne Pavia            | 0003 - 0151              | ausgeschieden               | ausgeschieden               | ausgeschieden                       | ausgeschieden                       | ausgeschieden | ausgeschieden | ausgeschieden                      | ausgeschieden                      | ausgeschieden | ausgeschieden | 9    |
| Männer           |                    |                      |                      |                         |                      |                          |                          |                             |                             |                                     |                                     |               |               |                                    |                                    |               |               |      |
| Arnie Dickins    | Klasse bis 60 kg   | Betkili Schukwani    | 000 - 103            | ausgeschieden           | ausgeschieden        | ausgeschieden            | ausgeschieden            | ausgeschieden               | ausgeschieden               | ausgeschieden                       | ausgeschieden                       | ausgeschieden | ausgeschieden | ausgeschieden                      | ausgeschieden                      | ausgeschieden | ausgeschieden | 33   |
| Ivo dos Santos   | Klasse bis 66 kg   | -                    | -                    | Colin Oates             | 0002 - 002           | ausgeschieden            | ausgeschieden            | ausgeschieden               | ausgeschieden               | ausgeschieden                       | ausgeschieden                       | ausgeschieden | ausgeschieden | ausgeschieden                      | ausgeschieden                      | ausgeschieden | ausgeschieden | 17   |
| Mark Anthony     | Klasse bis 90 kg   | -                    | -                    | -                       | -                    | Warlam Liparteliani      | 0101 - 002               | Asley González              | 0002 - 001                  | Ilias Iliadis                       | 000 - 100                           | ausgeschieden | ausgeschieden | ausgeschieden                      | ausgeschieden                      | ausgeschieden | ausgeschieden | 7    |
| Daniel Kelly     | Klasse bis 100 kg  | -                    | -                    | Artem Bloschenko        | 0003 - 010           | ausgeschieden            | ausgeschieden            | ausgeschieden               | ausgeschieden               | ausgeschieden                       | ausgeschieden                       | ausgeschieden | ausgeschieden | ausgeschieden                      | ausgeschieden                      | ausgeschieden | ausgeschieden | 17   |
| Jake Andrewartha | Klasse über 100 kg | -                    | -                    | Christopher Sherrington | 000 - 100            | ausgeschieden            | ausgeschieden            | ausgeschieden               | ausgeschieden               | ausgeschieden                       | ausgeschieden                       | ausgeschieden | ausgeschieden | ausgeschieden                      | ausgeschieden                      | ausgeschieden | ausgeschieden | 17   |

### Kanu

#### Kanurennsport
| Athleten                                                    | Wettbewerb | Vorlauf      | Vorlauf | Halbfinale    | Halbfinale    | Finale        | Finale        | Rang |
| Athleten                                                    | Wettbewerb | Zeit         | Rang    | Zeit          | Rang          | Zeit          | Rang          | Rang |
| ----------------------------------------------------------- | ---------- | ------------ | ------- | ------------- | ------------- | ------------- | ------------- | ---- |
| Frauen                                                      |            |              |         |               |               |               |               |      |
| Alana Nicholls                                              | K-1 200 m  | 42,453 s     | 7       | 41,595 s      | 10            | 45,819 s      | 8             | 8    |
| Alana Nicholls                                              | K-1 500 m  | 1:53,823 min | 8       | 1:52,224 min  | 13            | 1:59,033 min  | 16            | 16   |
| Naomi Flood Lyndsie Fogarty                                 | K-2 500 m  | 1:46,554 min | 12      | 1:45,372 min  | 13            | 1:47,650      | 12            | 12   |
| Jo Brigden-Jones Hannah Davis Lyndsie Fogarty Rachel Lovell | K-4 500 m  | 1:41,794 min | 11      | 1:33,671 min  | 6             | ausgeschieden | ausgeschieden | 9    |
| Männer                                                      |            |              |         |               |               |               |               |      |
| Murray Stewart                                              | K-1 200 m  | 37,202 s     | 17      | ausgeschieden | ausgeschieden | ausgeschieden | ausgeschieden | 17   |
| Stephen Bird Jesse Phillips                                 | K-2 200 m  | 34,120 s     | 8       | 34,071 s      | 8             | 35,315 s      | 6             | 6    |
| Sebastian Marczak                                           | C-1 200 m  | 42,845 s     | 21      | 43,441 s      | 18            | ausgeschieden | ausgeschieden | 18   |
| Murray Stewart                                              | K-1 1000 m | 3:32,768 min | 16      | 3:32,975 min  | 12            | 3:40,834 min  | 16            | 16   |
| David Smith Ken Wallace                                     | K-2 1000 m | 3:19,073 min | 4       | 3:13,239 min  | 4             | 3:11,456 min  | 4             | 4    |
| Jacob Clear David Smith Tate Smith Murray Stewart           | K-4 1000 m | 2:59,789 min | 5       | 5:52,505 min  | 1             | 2:55,085 min  | 1             | Gold |
| Jake Donaghey                                               | C-1 1000 m | 4:21,928 min | 11      | 4:26,202 min  | 12            | 4:22,005 min  | 12            | 12   |
| Jake Donaghey Alexander Haas                                | C-2 1000 m | 3:52,589 min | 11      | 3:52,018 min  | 9             | 3:50,782 min  | 11            | 11   |

#### Kanuslalom
| Athleten                  | Wettbewerb | Vorlauf  | Vorlauf | Halbfinale    | Halbfinale    | Finale        | Finale        | Rang   |
| Athleten                  | Wettbewerb | Zeit     | Rang    | Zeit          | Rang          | Zeit          | Rang          | Rang   |
| ------------------------- | ---------- | -------- | ------- | ------------- | ------------- | ------------- | ------------- | ------ |
| Frauen                    |            |          |         |               |               |               |               |        |
| Jessica Fox               | K-1        | 100,33 s | 4       | 112,63 s      | 8             | 106,87 s      | 2             | Silber |
| Männer                    |            |          |         |               |               |               |               |        |
| Warwick Draper            | K-1        | 95,08 s  | 18      | ausgeschieden | ausgeschieden | ausgeschieden | ausgeschieden | 18     |
| Kynan Maley               | C-1        | 96,07 s  | 12      | 105,49 s      | 8             | 107,08 s      | 6             | 6      |
| Kynan Maley Robin Jeffery | C-2        | 107,47 s | 10      | 162,14 s      | 10            | ausgeschieden | ausgeschieden | 10     |

### Leichtathletik
Laufen und Gehen 
| Athleten                                                             | Wettbewerb        | Vorlauf      | Vorlauf | Halbfinale    | Halbfinale    | Finale          | Finale          | Rang   |
| Athleten                                                             | Wettbewerb        | Zeit         | Rang    | Zeit          | Rang          | Zeit            | Rang            | Rang   |
| -------------------------------------------------------------------- | ----------------- | ------------ | ------- | ------------- | ------------- | --------------- | --------------- | ------ |
| Frauen                                                               |                   |              |         |               |               |                 |                 |        |
| Melissa Breen                                                        | 100 m             | 11,34 s      | 27      | ausgeschieden | ausgeschieden | ausgeschieden   | ausgeschieden   | 27     |
| Zoe Buckman                                                          | 1500 m            | 4:07,83 min  | 17      | 4:05,03 min   | 10            | ausgeschieden   | ausgeschieden   | 10     |
| Kaila McKnight                                                       | 1500 m            | 4:13,80 min  | 31      | 4:08,44 min   | 24            | ausgeschieden   | ausgeschieden   | 24     |
| Eloise Wellings                                                      | 5000 m            | 15:35,53 min | 30      | –             | –             | ausgeschieden   | ausgeschieden   | 30     |
| Eloise Wellings                                                      | 10.000 m          | -            | -       | –             | –             | 32:25,43 min    | 21              | 21     |
| Jessica Trengove                                                     | Marathon          | –            | –       | –             | –             | 2:31:17 h       | 39              | 39     |
| Lisa Jane Weightman                                                  | Marathon          | –            | –       | –             | –             | 2:27:32 h       | 17              | 17     |
| Benita Willis                                                        | Marathon          | –            | –       | –             | –             | 2:49:38 h       | 100             | 100    |
| Sally Pearson                                                        | 100 m Hürden      | 12,57 s      | 1       | 12,39 s       | 1             | 12,35 s         | 1               | Gold   |
| Lauren Boden                                                         | 400 m Hürden      | 56,27 s      | 23      | 56,66 s       | 23            | ausgeschieden   | ausgeschieden   | 23     |
| Genevieve LaCaze                                                     | 3000 m Hindernis  | 9:37,90 min  | 22      | –             | –             | ausgeschieden   | ausgeschieden   | 22     |
| Regan Lamble                                                         | 20 km Gehen       | –            | –       | –             | –             | 1:30:08 h       | 17              | 17     |
| Beki Lee                                                             | 20 km Gehen       | –            | –       | –             | –             | 1:32:14 h       | 28              | 28     |
| Claire Tallent                                                       | 20 km Gehen       | –            | –       | –             | –             | disqualifiziert | disqualifiziert | DQ     |
| Männer                                                               |                   |              |         |               |               |                 |                 |        |
| Jeffrey Riseley                                                      | 800 m             | 1:46,99 min  | 23      | ausgeschieden | ausgeschieden | ausgeschieden   | ausgeschieden   | 23     |
| Ryan Gregson                                                         | 1500 m            | 3:38,54 min  | 9       | 3:34,70 min   | 3             | 3:36,94 min     | 9               | 9      |
| Collis Birmingham                                                    | 5000 m            | 13:50,39 min | 35      | –             | –             | ausgeschieden   | ausgeschieden   | 35     |
| David McNeill                                                        | 5000 m            | 13:45,88 min | 29      | –             | –             | ausgeschieden   | ausgeschieden   | 29     |
| Craig Mottram                                                        | 5000 m            | 13:40,24 min | 28      | –             | –             | ausgeschieden   | ausgeschieden   | 28     |
| Ben St. Lawrence                                                     | 10.000 m          | -            | -       | –             | –             | 28:32,57 min    | 20              | 20     |
| Martin Dent                                                          | Marathon          | –            | –       | –             | –             | 2:16:29 h       | 28              | 28     |
| Jeffrey Hunt                                                         | Marathon          | –            | –       | –             | –             | 2:22:59 h       | 63              | 63     |
| Michael Shelley                                                      | Marathon          | –            | –       | –             | –             | 2:14:10 h       | 16              | 16     |
| Brendan Cole                                                         | 400 m Hürden      | 49,24 s      | 11      | 49,65 s       | 16            | ausgeschieden   | ausgeschieden   | 16     |
| Tristan Thomas                                                       | 400 m Hürden      | 49,13 s      | 5       | 50,55 s       | 21            | ausgeschieden   | ausgeschieden   | 21     |
| Youcef Abdi                                                          | 3000 m Hindernis  | 8:29,81 min  | 23      | –             | –             | ausgeschieden   | ausgeschieden   | 23     |
| Anthony Alozie Tim Leathart Andrew McCabe Isaac Ntiamoah Joshua Ross | 4 × 100-m-Staffel | 38,17 s      | 7       | –             | –             | 38,43 s         | 7               | 7      |
| Joel Milburn Ben Offereins Steven Solomon John Steffensen            | 4 × 400-m-Staffel | 3:03,17 min  | 10      | –             | –             | ausgeschieden   | ausgeschieden   | 10     |
| Chris Erickson                                                       | 20 km Gehen       | –            | –       | –             | –             | 1:24:19 h       | 38              | 38     |
| Adam Rutter                                                          | 20 km Gehen       | –            | –       | –             | –             | DNF             | DNF             | DNF    |
| Jared Tallent                                                        | 20 km Gehen       | –            | –       | –             | –             | 1:20:02 h       | 7               | 7      |
| Luke Adams                                                           | 50 km Gehen       | –            | –       | –             | –             | 3:53:41 h       | 26              | 26     |
| Nathan Deakes                                                        | 50 km Gehen       | –            | –       | –             | –             | 3:48:45 h       | 22              | 22     |
| Jared Tallent                                                        | 50 km Gehen       | –            | –       | –             | –             | 3:36:53 h       | 2               | Silber |

 Springen und Werfen 
| Athleten         | Wettbewerb     | Qualifikation        | Qualifikation | Finale               | Finale        | Rang   |
| Athleten         | Wettbewerb     | Weite/Höhe           | Rang          | Weite/Höhe           | Rang          | Rang   |
| ---------------- | -------------- | -------------------- | ------------- | -------------------- | ------------- | ------ |
| Frauen           |                |                      |               |                      |               |        |
| Alana Boyd       | Stabhochsprung | 4,55 m               | 11            | 4,30 m               | 11            | 11     |
| Liz Parnov       | Stabhochsprung | 3 ungültige Versuche | -             | ausgeschieden        | ausgeschieden | -      |
| Daniele Samuels  | Diskuswurf     | 63,97 m              | 7             | 60,40 m              | 12            | 12     |
| Kim Mickle       | Speerwurf      | 59,23 m              | 17            | ausgeschieden        | ausgeschieden | 17     |
| Kathryn Mitchell | Speerwurf      | 60,11 m              | 12            | 59,46 m              | 9             | 9      |
| Männer           |                |                      |               |                      |               |        |
| Henry Frayne     | Weitsprung     | 7,95 m               | 11            | 7,85 m               | 9             | 9      |
| Mitchell Watt    | Weitsprung     | 7,99 m               | 9             | 8,16 m               | 2             | Silber |
| Henry Frayne     | Dreisprung     | 16,40 m              | 17            | ausgeschieden        | ausgeschieden | 17     |
| Steve Hooker     | Stabhochsprung | 5,50 m               | 9             | 3 ungültige Versuche | -             | 9      |
| Scott Martin     | Diskuswurf     | 62,14 m              | 19            | ausgeschieden        | ausgeschieden | 19     |
| Benn Harradine   | Diskuswurf     | 64,00 m              | 9             | 63,59 m              | 9             | 9      |
| Julian Wruck     | Diskuswurf     | 60,08 m              | 28            | ausgeschieden        | ausgeschieden | 28     |
| Jarrod Bannister | Speerwurf      | 77,38 m              | 27            | ausgeschieden        | ausgeschieden | 27     |
| Dale Stevenson   | Kugelstoßen    | 19,17 m              | 26            | ausgeschieden        | ausgeschieden | 26     |

### Moderner Fünfkampf
| Athleten       | Fechten | Fechten | Schwimmen   | Schwimmen | Reiten  | Reiten | Combined     | Combined | Punkte | Rang |
| Athleten       | Bilanz  | Punkte  | Zeit        | Punkte    | Zeit    | Punkte | Zeit         | Punkte   | Punkte | Rang |
| -------------- | ------- | ------- | ----------- | --------- | ------- | ------ | ------------ | -------- | ------ | ---- |
| Frauen         |         |         |             |           |         |        |              |          |        |      |
| Chloe Esposito | 14:21   | 736     | 2:12,28 min | 1216      | 76,74 s | 1156   | 11:55,40 min | 2140     | 5248   | 5    |
| Männer         |         |         |             |           |         |        |              |          |        |      |
| Edward Fernon  | 14:21   | 736     | 2:13,10 min | 1204      | 87,40 s | 1132   | 10:49,19 min | 2408     | 5480   | 14   |

### Radsport

#### Bahn
| Athleten                                                                    | Wettbewerb            | Qualifikation | Qualifikation | Finals       | Finals | Rang   |
| Athleten                                                                    | Wettbewerb            | Zeit          | Rang          | Zeit         | Rang   | Rang   |
| --------------------------------------------------------------------------- | --------------------- | ------------- | ------------- | ------------ | ------ | ------ |
| Frauen                                                                      |                       |               |               |              |        |        |
| Anna Meares Kaarle McCulloch                                                | Teamsprint            | 32,825 s      | 4             | 32,727 s     | 3      | Bronze |
| Amy Cure Annette Edmondson Melissa Hoskins Josie Tomic                      | Mannschaftsverfolgung | 3:19,719 min  | 3             | 3:18,096 min | 4      | 4      |
| Männer                                                                      |                       |               |               |              |        |        |
| Matthew Glaetzer Shane Perkins Scott Sunderland                             | Teamsprint            | 43,377 s      | 3             | 43,355 s     | 4      | 4      |
| Jack Bobridge Rohan Dennis Michael Hepburn Glenn O’Shea Alexander Edmondson | Mannschaftsverfolgung | 3:55,694 min  | 2             | 3:54,581 min | 2      | Silber |

Mehrkampf
| Omnium Frauen     |   |   |    |    |   |              |   |    |              |   |    |        |
| Annette Edmondson | 3 | 3 | 10 | 11 | 3 | 3:35,958 min | 4 | 1  | 35,140 s     | 2 | 24 | Bronze |
| Omnium Männer     |   |   |    |    |   |              |   |    |              |   |    |        |
| Glenn O’Shea      | 3 | 3 | 25 | 8  | 3 | 4:24,811 min | 3 | 14 | 1:02,513 min | 3 | 34 | 4      |

#### Straße
| Athleten       | Wettbewerb       | Zeit                     | Rang |
| -------------- | ---------------- | ------------------------ | ---- |
| Frauen         |                  |                          |      |
| Amanda Spratt  | Straßenrennen    | außerhalb des Zeitlimits | -    |
| Chloe Hosking  | Straßenrennen    | außerhalb des Zeitlimits | -    |
| Shara Gillow   | Straßenrennen    | 3:37:22 h                | 39   |
| Shara Gillow   | Einzelzeitfahren | 40:25,03 min             | 13   |
| Männer         |                  |                          |      |
| Cadel Evans    | Straßenrennen    | 5:46:37 h                | 80   |
| Simon Gerrans  | Straßenrennen    | 5:46:37 h                | 83   |
| Matthew Goss   | Straßenrennen    | 5:46:37 h                | 85   |
| Stuart O’Grady | Straßenrennen    | 5:46:05 h                | 6    |
| Michael Rogers | Straßenrennen    | 5:46:37 h                | 91   |
| Michael Rogers | Einzelzeitfahren | 52:51,39 min             | 6    |

#### Mountainbike
| Athleten          | Wettbewerb    | Zeit      | Rang |
| ----------------- | ------------- | --------- | ---- |
| Frauen            |               |           |      |
| Rebecca Henderson | Cross-Country | 1:41:35 h | 25   |
| Männer            |               |           |      |
| Daniel McConnell  | Cross-Country | 1:33:22 h | 21   |

#### BMX
| Athleten          | Wettbewerb | Qualifikation | Qualifikation | Viertelfinale | Viertelfinale | Halbfinale    | Halbfinale    | Finale        | Finale        | Rang   |
| Athleten          | Wettbewerb | Zeit (s)      | Rang          | Punkte        | Rang          | Punkte        | Rang          | Zeit (s)      | Rang          | Rang   |
| ----------------- | ---------- | ------------- | ------------- | ------------- | ------------- | ------------- | ------------- | ------------- | ------------- | ------ |
| Frauen            |            |               |               |               |               |               |               |               |               |        |
| Caroline Buchanan | Race       | 38,434        | 1             | –             | –             | 4             | 1             | 38,903        | 5             | 5      |
| Lauren Reynolds   | Race       | 40,045        | 9             | –             | –             | 19            | 15            | ausgeschieden | ausgeschieden | 15     |
| Männer            |            |               |               |               |               |               |               |               |               |        |
| Brian Kirkham     | Race       | 39,610        | 22            | 25            | 25            | ausgeschieden | ausgeschieden | ausgeschieden | ausgeschieden | 25     |
| Sam Willoughby    | Race       | 38,496        | 6             | 16            | 3             | 5             | 1             | 37,929        | 2             | Silber |
| Khalen Young      | Race       | 39,304        | 17            | 19            | 15            | 25            | 15            | ausgeschieden | ausgeschieden | 15     |

### Reiten
| Dressurreiten                                                                   |            |              |      |
| Athleten                                                                        | Wettbewerb | Prozent      | Rang |
| Lyndal Oatley                                                                   | Einzel     | 69,377       | 37   |
| Kristy Oatley                                                                   | Einzel     | 68,222       | 42   |
| Mary Hanna                                                                      | Einzel     | 67,964       | 43   |
| Lyndal Oatley Kristy Oatley Mary Hanna                                          | Mannschaft | 68,521       | 9    |
| Springreiten                                                                    |            |              |      |
| Athleten                                                                        | Wettbewerb | Fehlerpunkte | Rang |
| Edwina Tops-Alexander                                                           | Einzel     | 13           | 20   |
| Julia Hargreaves                                                                | Einzel     | 17           | 35   |
| James Paterson-Robinson                                                         | Einzel     | 21           | 41   |
| Matthew Williams                                                                | Einzel     | 42           | 72   |
| Edwina Tops-Alexander Julia Hargreaves James Paterson-Robinson Matthew Williams | Mannschaft | 12           | 10   |
| Vielseitigkeitsreiten                                                           |            |              |      |
| Athleten                                                                        | Wettbewerb | Minuspunkte  | Rang |
| Andrew Hoy                                                                      | Einzel     | 57,30        | 13   |
| Chris Burton                                                                    | Einzel     | 62,10        | 16   |
| Clayton Fredericks                                                              | Einzel     | 40,40        | 10   |
| Lucinda Fredericks                                                              | Einzel     | 79,00        | 35   |
| Sam Griffiths                                                                   | Einzel     | 45,40        | 23   |
| Andrew Hoy Chris Burton Clayton Fredericks Lucinda Fredericks Sam Griffiths     | Mannschaft | 186,40       | 6    |

Gegen ihre Nichtnomierung legte die Dressurreiterin Hayley Beresford Beschwerde beim australischen Pferdesportverband ein. Da dieser nicht stattgegeben wurde, reichte Beresford Anfang Juli 2012 eine Beschwerde beim Internationalen Sportgerichtshof ein.

### Ringen
| Athleten        | Wettbewerb       | 1. Runde | 1. Runde | Achtelfinale | Achtelfinale | Viertelfinale | Viertelfinale | Halbfinale    | Halbfinale    | Hoffnungsrunde Viertelfinale | Hoffnungsrunde Viertelfinale | Hoffnungsrunde Halbfinale | Hoffnungsrunde Halbfinale | Hoffnungsrunde Finale | Hoffnungsrunde Finale | Finale        | Finale        | Rang |
| Athleten        | Wettbewerb       | Gegner   | Ergebnis | Gegner       | Ergebnis     | Gegner        | Ergebnis      | Gegner        | Ergebnis      | Gegner                       | Ergebnis                     | Gegner                    | Ergebnis                  | Gegner                | Ergebnis              | Gegner        | Ergebnis      | Rang |
| --------------- | ---------------- | -------- | -------- | ------------ | ------------ | ------------- | ------------- | ------------- | ------------- | ---------------------------- | ---------------------------- | ------------------------- | ------------------------- | --------------------- | --------------------- | ------------- | ------------- | ---- |
| Freistil Männer |                  |          |          |              |              |               |               |               |               |                              |                              |                           |                           |                       |                       |               |               |      |
| Farzad Tarash   | Klasse bis 60 kg | -        | -        | Jong Ri      | 0:3          | ausgeschieden | ausgeschieden | ausgeschieden | ausgeschieden | ausgeschieden                | ausgeschieden                | ausgeschieden             | ausgeschieden             | ausgeschieden         | ausgeschieden         | ausgeschieden | ausgeschieden | 19   |

### Rudern
| Athleten | Wettbewerb                  | Vorlauf     | Vorlauf | Vorlauf        | Hoffnungslauf | Hoffnungslauf | Hoffnungslauf  | Viertelfinale | Viertelfinale | Viertelfinale  | Halbfinale  | Halbfinale | Halbfinale    | Finale      | Finale | Rang   |
| Athleten | Wettbewerb                  | Zeit        | Rang    | Qualifikation  | Zeit          | Rang          | Qualifikation  | Zeit          | Rang          | Qualifikation  | Zeit        | Rang       | Qualifikation | Zeit        | Rang   | Rang   |
| --- | --------------------------- | ----------- | ------- | -------------- | ------------- | ------------- | -------------- | ------------- | ------------- | -------------- | ----------- | ---------- | ------------- | ----------- | ------ | ------ |
| Frauen |                             |             |         |                |               |               |                |               |               |                |             |            |               |             |        |        |
| Kim Crow | Einer                       | 7:41,18 min | 1       | Viertelfinale  | –             | –             | –              | 7:34,29 min   | 1             | Halbfinale A/B | 7:44,69 min | 2          | Finale A      | 7:58,04 min | 3      | Bronze |
| Kate Hornsey Sarah Tait | Zweier                      | 7:01,60 min | 1       | Finale A       | –             | –             | –              | –             | –             | –              | –           | –          | –             | 7:29,86 min | 2      | Silber |
| Kim Crow Brooke Pratley | Doppelzweier                | 6:48,80 min | 1       | Finale A       | –             | –             | –              | –             | –             | –              | –           | –          | –             | 6:58,55 min | 2      | Silber |
| Amy Clay Dana Faletic Pauline Frasca Kerry Hore                                                                                           | Doppelvierer                | 6:17,52 min | 2       | Hoffnungslauf  | 6:18,80 min   | 1             | Finale A       | –             | –             | –              | –           | –          | –             | 6:41,67 min | 4      | 4      |
| Renee Chatterton Sarah Cook Tess Gerrand Alexandra Hagan Sally Kehoe Elizabeth Patrick Phoebe Stanley Hannah Vermeersch Robyn Selby Smith | Achter                      | 6:20,89 min | 2       | Hoffnungslauf  | 6:18,63 min   | 3             | Finale A       | –             | –             | –              | –           | –          | –             | 6:18,86 min | 6      | 6      |
| Hannah Every-Hall Bronwen Watson | Leichtgewichts-Doppelzweier | 7:05,30 min | 2       | Halbfinale A/B | –             | –             | –              | –             | –             | –              | 7:12,35 min | 3          | Finale A      | 7:20,68 min | 5      | 5      |
| Männer |                             |             |         |                |               |               |                |               |               |                |             |            |               |             |        |        |
| Brodie Buckland James Marburg | Zweier                      | 6:24,83 min | 2       | Halbfinale A/B | –             | –             | –              | –             | –             | –              | 7:02,12 min | 3          | Finale A      | 6:29,28 min | 5      | 5      |
| Scott Brennan David Crawshay | Doppelzweier                | 6:21,25 min | 4       | Hoffnungslauf  | 6:25,36 min   | 1             | Halbfinale A/B | –             | –             | –              | 6:23,47 min | 5          | Finale B      | 6:22,19 min | 2      | 8      |
| James Chapman Josh Dunkley-Smith Drew Ginn William Lockwood                                                                               | Vierer                      | 5:47,06 min | 1       | Halbfinale A/B | –             | –             | –              | –             | –             | –              | 5:59,23 min | 2          | Finale A      | 6:05,19 min | 2      | Silber |
| Karsten Forsterling James McRae Christopher Morgan Daniel Noonan                                                                          | Doppelvierer                | 5:41,56 min | 3       | Halbfinale A/B | –             | –             | –              | –             | –             | –              | 6:05,45 min | 2          | Finale A      | 5:45,22 min | 3      | Bronze |
| Joshua Booth Bryn Coudraye Francis Hegerty Tobias Lister Sam Loch Cameron McKenzie-McHarg Nick Purnell Matt Ryan Tom Swann                | Achter                      | 5:32,43 min | 2       | Hoffnungslauf  | 5:28,67 min   | 4             | Finale A       | –             | –             | –              | –           | –          | –             | 5:51,87 min | 6      | 6      |
| Rod Chisholm Tom Gibson | Leichtgewichts-Doppelzweier | 6:47,33 min | 3       | Hoffnungslauf  | 6:34,29 min   | 3             | Halbfinale C/D | –             | –             | –              | 7:06,24 min | 1          | Finale C      | 6:44,40 min | 1      | 13     |
| Samuel Beltz Ben Cureton Anthony Edwards Todd Skipworth                                                                                   | Leichtgewichts-Vierer       | 5:51,18 min | 2       | Halbfinale A/B | –             | –             | –              | –             | –             | –              | 6:05,31 min | 3          | Finale A      | 6:04,05 min | 4      | 4      |

### Schießen
| Athleten            | Wettbewerb                           | Qualifikation | Qualifikation | Finale | Finale | Ringe | Rang |
| Athleten            | Wettbewerb                           | Ringe         | Rang          | Ringe  | Rang   | Ringe | Rang |
| ------------------- | ------------------------------------ | ------------- | ------------- | ------ | ------ | ----- | ---- |
| Frauen              |                                      |               |               |        |        |       |      |
| Dina Aspandiyarova  | Luftpistole 10 m                     | 382           | 14            | –      | –      | 382   | 14   |
| Lalita Jauhleuskaja | Luftpistole 10 m                     | 371           | 40            | –      | –      | 371   | 40   |
| Hayley Chapman      | Sportpistole 25 m                    | 278           | 39            | –      | –      | 278   | 39   |
| Lalita Jauhleuskaja | Sportpistole 25 m                    | 288           | 23            | –      | –      | 288   | 23   |
| Alethea Sedgman     | Luftgewehr 10 m                      | 387           | 52            | –      | –      | 387   | 52   |
| Robyn Van Nus       | Luftgewehr 10 m                      | 391           | 45            | –      | –      | 391   | 45   |
| Alethea Sedgman     | Kleinkaliber Dreistellungskampf 50 m | DNS           | DNS           | –      | –      | –     | –    |
| Robyn Van Nus       | Kleinkaliber Dreistellungskampf 50 m | 570           | 41            | –      | –      | 570   | 41   |
| Suzanne Balogh      | Trap                                 | 72            | 3             | 15     | 5      | 87    | 5    |
| Lauryn Mark         | Skeet                                | 59            | 15            | –      | –      | 59    | 15   |
| Männer              |                                      |               |               |        |        |       |      |
| Daniel Repacholi    | Luftpistole 10 m                     | 575           | 28            | –      | –      | 575   | 28   |
| Daniel Repacholi    | Freie Pistole 50 m                   | 557           | 19            | –      | –      | 557   | 19   |
| David Chapman       | Schnellfeuerpistole 25 m             | 559           | 18            | –      | –      | 559   | 18   |
| Daniel Repacholi    | Schnellfeuerpistole 25 m             | 575           | 28            | –      | –      | 575   | 28   |
| Will Godward        | Luftgewehr 10 m                      | 588           | 40            | –      | –      | 588   | 40   |
| Dane Sampson        | Luftgewehr 10 m                      | 587           | 42            | –      | –      | 587   | 42   |
| Dane Sampson        | Kleinkaliber Dreistellungskampf 50 m | 1151          | 37            | –      | –      | 1151  | 37   |
| Dane Sampson        | Kleinkaliber liegend 50 m            | 583           | 48            | –      | –      | 583   | 48   |
| Warren Potent       | Kleinkaliber liegend 50 m            | 591           | 32            | –      | –      | 591   | 32   |
| Michael Diamond     | Trap                                 | 125           | 1             | 20     | 4      | 145   | 4    |
| Adam Vella          | Trap                                 | 119           | 15            | –      | –      | 119   | 15   |
| Russell Mark        | Doppeltrap                           | 128           | 20            | –      | –      | 128   | 20   |
| Clive Barton        | Skeet                                | 109           | 33            | –      | –      | 109   | 33   |
| Keith Ferguson      | Skeet                                | 116           | 20            | –      | –      | 116   | 20   |

### Schwimmen
| Athleten                                                                                          | Wettbewerb                | Vorlauf          | Vorlauf          | Halbfinale       | Halbfinale       | Finale           | Finale           | Rang   |
| Athleten                                                                                          | Wettbewerb                | Zeit             | Rang             | Zeit             | Rang             | Zeit             | Rang             | Rang   |
| ------------------------------------------------------------------------------------------------- | ------------------------- | ---------------- | ---------------- | ---------------- | ---------------- | ---------------- | ---------------- | ------ |
| Frauen                                                                                            |                           |                  |                  |                  |                  |                  |                  |        |
| Bronte Campbell                                                                                   | 50 m Freistil             | 24,87 s          | 2                | 24,94 s          | 4                | ausgeschieden    | ausgeschieden    | 10     |
| Cate Campbell                                                                                     | 50 m Freistil             | 24,94 s          | 3                | 25,01 s          | 7                | ausgeschieden    | ausgeschieden    | 13     |
| Cate Campbell                                                                                     | 100 m Freistil            | nicht angetreten | nicht angetreten | nicht angetreten | nicht angetreten | nicht angetreten | nicht angetreten | –      |
| Melanie Schlanger                                                                                 | 100 m Freistil            | 53,50 s          | 1                | 53,38 s          | 1                | 53,47 s          | 4                | 4      |
| Bronte Barratt                                                                                    | 200 m Freistil            | 1:58,12 min      | 2                | 1:56,08 min      | 1                | 1:55,81 min      | 3                | Bronze |
| Kylie Palmer                                                                                      | 200 m Freistil            | 1:58,16 min      | 4                | 1:57,44 min      | 3                | 1:57,68 min      | 8                | 8      |
| Bronte Barratt                                                                                    | 400 m Freistil            | 4:07,99 min      | 6                | –                | –                | ausgeschieden    | ausgeschieden    | 12     |
| Kylie Palmer                                                                                      | 400 m Freistil            | 4:07,27 min      | 4                | –                | –                | ausgeschieden    | ausgeschieden    | 11     |
| Jessica Ashwood                                                                                   | 800 m Freistil            | 8:37,21 min      | 7                | –                | –                | ausgeschieden    | ausgeschieden    | 20     |
| Kylie Palmer                                                                                      | 800 m Freistil            | 8:35,75 min      | 6                | –                | –                | ausgeschieden    | ausgeschieden    | 18     |
| Alicia Coutts                                                                                     | 100 m Schmetterling       | 57,36 s          | 1                | 56,85 s          | 2                | 56,94 s          | 3                | Bronze |
| Jessicah Schipper                                                                                 | 100 m Schmetterling       | 59,17 s          | 8                | ausgeschieden    | ausgeschieden    | ausgeschieden    | ausgeschieden    | 24     |
| Samantha Hamill                                                                                   | 200 m Schmetterling       | 2:11,07 min      | 6                | ausgeschieden    | ausgeschieden    | ausgeschieden    | ausgeschieden    | 20     |
| Jessicah Schipper                                                                                 | 200 Schmetterling         | 2:08,74 min      | 5                | 2:08,21 min      | 6                | ausgeschieden    | ausgeschieden    | 13     |
| Leisel Jones                                                                                      | 100 m Brust               | 1:06,98 min      | 2                | 1:06,81 min      | 3                | 1:06,95 min      | 5                | 5      |
| Leiston Pickett                                                                                   | 100 m Brust               | 1:07,41 min      | 3                | 1:07,74 min      | 6                | ausgeschieden    | ausgeschieden    | 13     |
| Sally Foster                                                                                      | 200 m Brust               | 2:26,04 min      | 5                | 2:24,46 min      | 4                | 2:26,00 min      | 8                | 8      |
| Tessa Wallace                                                                                     | 200 m Brust               | 2:26,94 min      | 5                | 2:27,38 min      | 8                | ausgeschieden    | ausgeschieden    | 15     |
| Belinda Hocking                                                                                   | 100 m Rücken              | 59,61 s          | 2                | 59,79 s          | 4                | 59,29 s          | 7                | 7      |
| Emily Seebohm                                                                                     | 100 m Rücken              | 58,23 s          | 1                | 58,39 s          | 1                | 58,68 s          | 2                | Silber |
| Belinda Hocking                                                                                   | 200 m Rücken              | 2:08,75 min      | 1                | 2:09,35 min      | 5                | ausgeschieden    | ausgeschieden    | 10     |
| Meagen Nay                                                                                        | 200 m Rücken              | 2:08,40 min      | 3                | 2:07,42 min      | 2                | 2:07,43 min      | 5                | 5      |
| Alicia Coutts                                                                                     | 200 m Lagen               | 2:10,74 min      | 3                | 2:09,83 min      | 2                | 2:08,15 min      | 2                | Silber |
| Stephanie Rice                                                                                    | 200 m Lagen               | 2:12,23 min      | 3                | 2:10,80 min      | 5                | 2:09,55 min      | 4                | 4      |
| Blair Evans                                                                                       | 400 m Lagen               | 4:40,42 min      | 6                | –                | –                | ausgeschieden    | ausgeschieden    | 13     |
| Stephanie Rice                                                                                    | 400 m Lagen               | 4:35,76 min      | 2                | –                | –                | 4:35,49 min      | 6                | 6      |
| Cate Campbell Alicia Coutts Brittany Elmslie Yolane Kukla Melanie Schlanger Lisbeth Trickett      | 4 × 100-m-Freistilstaffel | 3:36,34 min      | 1                | –                | –                | 3:33,15 min      | 1                | Gold   |
| Angie Bainbridge Bronte Barratt Brittany Elmslie Jade Neilsen Kylie Palmer Melanie Schlanger      | 4 × 200-m-Freistilstaffel | 7:49,44 min      | 1                | –                | –                | 7:44,41 min      | 2                | Silber |
| Alicia Coutts Brittany Elmslie Leisel Jones Melanie Schlanger Emily Seebohm                       | 4 × 100-m-Lagenstaffel    | 3:55,42 min      | 1                | –                | –                | 3:54,02 min      | 2                | Silber |
| Melissa Gorman                                                                                    | 10 km Freiwasser          | –                | –                | –                | –                | 1:58:53,1 h      | 11               | 11     |
| Männer                                                                                            |                           |                  |                  |                  |                  |                  |                  |        |
| James Magnussen                                                                                   | 50 m Freistil             | 22,11 s          | 4                | 22,00 s          | 6                | ausgeschieden    | ausgeschieden    | 11     |
| Eamon Sullivan                                                                                    | 50 m Freistil             | 22,27 s          | 5                | 21,88 s          | 4                | 21,98 s          | 8                | 8      |
| James Magnussen                                                                                   | 100 m Freistil            | 48,38 s          | 2                | 47,63 s          | 1                | 47,53 s          | 2                | Silber |
| James Roberts                                                                                     | 100 m Freistil            | 48,93 s          | 3                | 48,57 s          | 6                | ausgeschieden    | ausgeschieden    | 12     |
| Thomas Fraser-Holmes                                                                              | 200 m Freistil            | 1:47,50 min      | 5                | 1:46,80 min      | 4                | 1:46,93 min      | 7                | 7      |
| Kenrick Monk                                                                                      | 200 m Freistil            | 1:46,94 min      | 3                | 1:47,38 min      | 7                | ausgeschieden    | ausgeschieden    | 13     |
| David McKeon                                                                                      | 400 m Freistil            | 3:48,57 min      | 5                | –                | –                | ausgeschieden    | ausgeschieden    | 14     |
| Ryan Napoleon                                                                                     | 400 m Freistil            | 3:47,01 min      | 3                | –                | –                | 3:49,25 min      | 8                | 8      |
| Jayden Hadler                                                                                     | 100 m Schmetterling       | 52,52 s          | 7                | ausgeschieden    | ausgeschieden    | ausgeschieden    | ausgeschieden    | 23     |
| Christopher Wright                                                                                | 100 m Schmetterling       | 52,11 s          | 4                | 52,11 s          | 4                | ausgeschieden    | ausgeschieden    | 11     |
| Nick D’Arcy                                                                                       | 200 m Schmetterling       | 1:56,25 min      | 5                | 1:56,07 min      | 6                | ausgeschieden    | ausgeschieden    | 13     |
| Christopher Wright                                                                                | 200 Schmetterling         | 1:56,69 min      | 6                | 1:58,56 min      | 8                | ausgeschieden    | ausgeschieden    | 16     |
| Brenton Rickard                                                                                   | 100 m Brust               | 1:00,07 min      | 5                | 59,50 s          | 3                | 59,87 s          | 6                | 6      |
| Christian Sprenger                                                                                | 100 m Brust               | 59,62 s          | 1                | 59,61 s          | 1                | 58,93 s          | 2                | Silber |
| Brenton Rickard                                                                                   | 200 m Brust               | 2:11,41 min      | 6                | 2:09,31 min      | 5                | 2:09,28 min      | 7                | 7      |
| Daniel Arnamnart                                                                                  | 100 m Rücken              | 54,28 s          | 7                | 54,48 s          | 8                | ausgeschieden    | ausgeschieden    | 16     |
| Hayden Stoeckel                                                                                   | 100 m Rücken              | 53,88 s          | 5                | 53,74 s          | 5                | 53,55 s          | 7                | 7      |
| Mitch Larkin                                                                                      | 200 m Rücken              | 1:57,53 min      | 3                | 1:56,82 min      | 4                | 1:58,02 min      | 8                | 8      |
| Matson Lawson                                                                                     | 200 m Rücken              | 1:58,92 min      | 6                | ausgeschieden    | ausgeschieden    | ausgeschieden    | ausgeschieden    | 21     |
| Jayden Hadler                                                                                     | 200 m Lagen               | 2:01,54 min      | 8                | ausgeschieden    | ausgeschieden    | ausgeschieden    | ausgeschieden    | 31     |
| Daniel Tranter                                                                                    | 200 m Lagen               | 1:59,70 min      | 6                | 2:00,46 min      | 8                | ausgeschieden    | ausgeschieden    | 14     |
| Thomas Fraser-Holmes                                                                              | 400 m Lagen               | 4:12,66 min      | 3                | –                | –                | 4:13,49 min      | 7                | 7      |
| Daniel Tranter                                                                                    | 400 m Lagen               | 4:25,76 min      | 8                | –                | –                | ausgeschieden    | ausgeschieden    | 32     |
| Tommaso D’Orsogna James Magnussen Cameron McEvoy James Roberts Eamon Sullivan Matt Targett        | 4 × 100-m-Freistilstaffel | 3:12,29 min      | 1                | –                | –                | 3:11,63 min      | 4                | 4      |
| Thomas Fraser-Holmes Cameron McEvoy Edward McKendry David McKeon Kenrick Monk Ryan Napoleon       | 4 × 200-m-Freistilstaffel | 7:10,50 min      | 2                | –                | –                | 7:07,00 min      | 5                | 5      |
| Tommaso D’Orsogna James Magnussen Brenton Rickard Christian Sprenger Hayden Stoeckel Matt Targett | 4 × 100-m-Lagenstaffel    | 3:33,73 min      | 2                | –                | –                | 3:31,58 min      | 3                | Bronze |
| Ky Hurst                                                                                          | 10 km Freiwasser          | –                | –                | –                | –                | 1:51:41,3 h      | 20               | 20     |

### Segeln
Fleet Race
| Athleten                       | Wettbewerb      | Qualifikation | Qualifikation | Medal Race    | Medal Race    | Punkte | Rang |
| Athleten                       | Wettbewerb      | Punkte        | Rang          | Punkte        | Rang          | Punkte | Rang |
| ------------------------------ | --------------- | ------------- | ------------- | ------------- | ------------- | ------ | ---- |
| Frauen                         |                 |               |               |               |               |        |      |
| Jessica Crisp                  | Windsurfen RS:X | 96            | 11            | ausgeschieden | ausgeschieden | 96     | 11   |
| Krystal Weir                   | Laser Radial    | 121           | 12            | ausgeschieden | ausgeschieden | 121    | 12   |
| Belinda Stowell Elise Rechichi | 470er           | 67            | 6             | 16            | 7             | 83     | 7    |
| Männer                         |                 |               |               |               |               |        |      |
| Tom Slingsby                   | Laser           | 34            | 1             | 9             | 1             | 43     | Gold |
| Mathew Belcher Malcolm Page    | 470er           | 18            | 1             | 4             | 1             | 22     | Gold |
| Brendan Casey                  | Finn Dinghy     | 106           | 13            | ausgeschieden | ausgeschieden | 106    | 13   |
| Iain Jensen Nathan Outteridge  | 49er            | 52            | 1             | 4             | 1             | 56     | Gold |

Match Race
| Athletinnen                             | Wettbewerb  | Round Robin | Round Robin | Viertelfinale | Viertelfinale | Halbfinale | Halbfinale | Finale  | Finale   | Rang   |
| Athletinnen                             | Wettbewerb  | Bilanz      | Rang        | Gegner        | Ergebnis      | Gegner     | Ergebnis   | Gegner  | Ergebnis | Rang   |
| --------------------------------------- | ----------- | ----------- | ----------- | ------------- | ------------- | ---------- | ---------- | ------- | -------- | ------ |
| Frauen                                  |             |             |             |               |               |            |            |         |          |        |
| Lucinda Whitty Nina Curtis Olivia Price | Elliott 6 m | 11:0        | 1           | Niederlande   | 3:1           | Finnland   | 2:1        | Spanien | 2:3      | Silber |

### Synchronschwimmen
| Athletinnen | Wettbewerb | Qualifikation     | Qualifikation     | Qualifikation  | Qualifikation  | Qualifikation | Qualifikation | Finale         | Finale         | Finale           | Finale           |
| Athletinnen | Wettbewerb | Technische Kür TK | Technische Kür TK | Freie Kür FK-Q | Freie Kür FK-Q | Gesamt        | Gesamt        | Freie Kür FK-F | Freie Kür FK-F | Gesamt TK + FK-F | Gesamt TK + FK-F |
| Athletinnen | Wettbewerb | Punkte            | Rang              | Punkte         | Rang           | Punkte        | Rang          | Punkte         | Rang           | Punkte           | Rang             |
| --- | ---------- | ----------------- | ----------------- | -------------- | -------------- | ------------- | ------------- | -------------- | -------------- | ---------------- | ---------------- |
| Frauen |            |                   |                   |                |                |               |               |                |                |                  |                  |
| Eloise Amberger Sarah Bombell | Duett      | 77,400            | 23                | 77,480         | 23             | 154,880       | 23            | ausgeschieden  | ausgeschieden  | ausgeschieden    | 23               |
| Eloise Amberger Jenny-Lyn Anderson Sarah Bombell Olia Burtaev Tamika Domrow Bianca Hammett Tarren Otte Francesca Owen (Reserve) Samantha Reid | Gruppe     | 77,500            | 8                 | -              | -              | -             | -             | 77,430         | 8              | 154,930          | 8                |

### Taekwondo
| Athleten      | Wettbewerb       | Achtelfinale    | Achtelfinale | Viertelfinale  | Viertelfinale | Halbfinale    | Halbfinale    | Hoffnungsrunde Halbfinale | Hoffnungsrunde Halbfinale | Hoffnungsrunde Finale | Hoffnungsrunde Finale | Finale        | Finale        | Rang |
| Athleten      | Wettbewerb       | Gegner          | Ergebnis     | Gegner         | Ergebnis      | Gegner        | Ergebnis      | Gegner                    | Ergebnis                  | Gegner                | Ergebnis              | Gegner        | Ergebnis      | Rang |
| ------------- | ---------------- | --------------- | ------------ | -------------- | ------------- | ------------- | ------------- | ------------------------- | ------------------------- | --------------------- | --------------------- | ------------- | ------------- | ---- |
| Frauen        |                  |                 |              |                |               |               |               |                           |                           |                       |                       |               |               |      |
| Carmen Marton | Klasse bis 67 kg | Sousan Hajipour | 5:4          | Elin Johansson | 6:3           | Nur Tatar     | 0:6           | -                         | -                         | Helena Fromm          | 8:2                   | ausgeschieden | ausgeschieden | 5    |
| Männer        |                  |                 |              |                |               |               |               |                           |                           |                       |                       |               |               |      |
| Safwan Khalil | Klasse bis 58 kg | Diego García    | 9:4          | Joel González  | 3:5           | ausgeschieden | ausgeschieden | Uno Sanli                 | 4:1                       | Alexei Denissenko     | 1:3                   | ausgeschieden | ausgeschieden | 5    |

### Tennis
| Athleten                                | Wettbewerb | 1. Runde                                           | 1. Runde       | 2. Runde      | 2. Runde      | Achtelfinale  | Achtelfinale  | Viertelfinale            | Viertelfinale    | Halbfinale    | Halbfinale    | Finale        | Finale        |
| Athleten                                | Wettbewerb | Gegner                                             | Ergebnis       | Gegner        | Ergebnis      | Gegner        | Ergebnis      | Gegner                   | Ergebnis         | Gegner        | Ergebnis      | Gegner        | Ergebnis      |
| --------------------------------------- | ---------- | -------------------------------------------------- | -------------- | ------------- | ------------- | ------------- | ------------- | ------------------------ | ---------------- | ------------- | ------------- | ------------- | ------------- |
| Frauen                                  |            |                                                    |                |               |               |               |               |                          |                  |               |               |               |               |
| Samantha Stosur                         | Einzel     | Carla Suárez Navarro                               | 6:3, 5:7, 8:10 | ausgeschieden | ausgeschieden | ausgeschieden | ausgeschieden | ausgeschieden            | ausgeschieden    | ausgeschieden | ausgeschieden | ausgeschieden | ausgeschieden |
| Samantha Stosur Casey Dellacqua         | Doppel     | Nuria Llagostera Vives María José Martínez Sánchez | 1:6, 1:6       | –             | –             | ausgeschieden | ausgeschieden | ausgeschieden            | ausgeschieden    | ausgeschieden | ausgeschieden | ausgeschieden | ausgeschieden |
| Jarmila Gajdošová Anastassija Rodionowa | Doppel     | Jekaterina Makarowa Jelena Wesnina                 | 1:6, 4:6       | –             | –             | ausgeschieden | ausgeschieden | ausgeschieden            | ausgeschieden    | ausgeschieden | ausgeschieden | ausgeschieden | ausgeschieden |
| Männer                                  |            |                                                    |                |               |               |               |               |                          |                  |               |               |               |               |
| Lleyton Hewitt                          | Einzel     | Serhij Stachowskyj                                 | 6:3, 4:6, 6:3  | Marin Čilić   | 6:4, 7:5      | Novak Đoković | 6:4, 5:7, 1:6 | ausgeschieden            | ausgeschieden    | ausgeschieden | ausgeschieden | ausgeschieden | ausgeschieden |
| Bernard Tomic                           | Einzel     | Kei Nishikori                                      | 6:7, 6:7       | ausgeschieden | ausgeschieden | ausgeschieden | ausgeschieden | ausgeschieden            | ausgeschieden    | ausgeschieden | ausgeschieden | ausgeschieden | ausgeschieden |
| MixeD                                   |            |                                                    |                |               |               |               |               |                          |                  |               |               |               |               |
| Samantha Stosur Lleyton Hewitt          | Doppel     | Agnieszka Radwańska Marcin Matkowski               | 6:3, 6:3       | –             | –             | –             | –             | Laura Robson Andy Murray | 3:6, 6:3, [8:10] | ausgeschieden | ausgeschieden | ausgeschieden | ausgeschieden |

### Tischtennis
| Athleten                                | Wettbewerb | 1. Runde        | 1. Runde | 2. Runde      | 2. Runde      | 3. Runde          | 3. Runde      | 4. Runde      | 4. Runde      | Viertelfinale | Viertelfinale | Halbfinale    | Halbfinale    | Finale        | Finale        |
| Athleten                                | Wettbewerb | Gegner          | Ergebnis | Gegner        | Ergebnis      | Gegner            | Ergebnis      | Gegner        | Ergebnis      | Gegner        | Ergebnis      | Gegner        | Ergebnis      | Gegner        | Ergebnis      |
| --------------------------------------- | ---------- | --------------- | -------- | ------------- | ------------- | ----------------- | ------------- | ------------- | ------------- | ------------- | ------------- | ------------- | ------------- | ------------- | ------------- |
| Frauen                                  |            |                 |          |               |               |                   |               |               |               |               |               |               |               |               |               |
| Jian Fang Lay                           | Einzel     | Lígia Silva     | 4 - 1    | Xue Li        | 3 - 4         | ausgeschieden     | ausgeschieden | ausgeschieden | ausgeschieden | ausgeschieden | ausgeschieden | ausgeschieden | ausgeschieden | ausgeschieden | ausgeschieden |
| Miao Miao                               | Einzel     | Dana Hadačová   | 4 - 2    | Huang Yi-Hua  | 0 - 4         | ausgeschieden     | ausgeschieden | ausgeschieden | ausgeschieden | ausgeschieden | ausgeschieden | ausgeschieden | ausgeschieden | ausgeschieden | ausgeschieden |
| Jian Fang Lay Miao Miao Vivian Tan      | Mannschaft | Deutschland     | 0 - 3    | –             | –             | –                 | –             | –             | –             | ausgeschieden | ausgeschieden | ausgeschieden | ausgeschieden | ausgeschieden | ausgeschieden |
| Männer                                  |            |                 |          |               |               |                   |               |               |               |               |               |               |               |               |               |
| William Henzell                         | Einzel     | Ádám Pattantyús | 4 - 1    | João Monteiro | 4 - 2         | Vladimir Samsonov | 3 - 4         | ausgeschieden | ausgeschieden | ausgeschieden | ausgeschieden | ausgeschieden | ausgeschieden | ausgeschieden | ausgeschieden |
| Justin Han                              | Einzel     | Noshad Alamiyan | 0 - 4    | ausgeschieden | ausgeschieden | ausgeschieden     | ausgeschieden | ausgeschieden | ausgeschieden | ausgeschieden | ausgeschieden | ausgeschieden | ausgeschieden | ausgeschieden | ausgeschieden |
| William Henzell Justin Han Robert Frank | Mannschaft | Singapur        | 0 - 3    | –             | –             | –                 | –             | –             | –             | ausgeschieden | ausgeschieden | ausgeschieden | ausgeschieden | ausgeschieden | ausgeschieden |

### Triathlon
| Athleten          | Wettbewerb | Zeit       | Rang       |
| ----------------- | ---------- | ---------- | ---------- |
| Frauen            |            |            |            |
| Erin Densham      | Einzel     | 1:59:50 h  | Bronze     |
| Emma Jackson      | Einzel     | 2:01:16 h  | 8          |
| Emma Moffatt      | Einzel     | aufgegeben | aufgegeben |
| Männer            |            |            |            |
| Courtney Atkinson | Einzel     | 1:49:19 h  | 18         |
| Brad Kahlefeldt   | Einzel     | 1:50:23 h  | 32         |
| Brendan Sexton    | Einzel     | 1:50:36 h  | 35         |

### Turnen

#### Gerätturnen
| Athleten                                                                     | Wettbewerb           | Qualifikation | Qualifikation | Finale        | Finale        | Rang |
| Athleten                                                                     | Wettbewerb           | Punkte        | Rang          | Punkte        | Rang          | Rang |
| ---------------------------------------------------------------------------- | -------------------- | ------------- | ------------- | ------------- | ------------- | ---- |
| Frauen                                                                       |                      |               |               |               |               |      |
| Georgia Bonora                                                               | Schwebebalken        | 13,066        | 43            | ausgeschieden | ausgeschieden | 43   |
| Georgia Bonora                                                               | Stufenbarren         | 13,100        | 51            | ausgeschieden | ausgeschieden | 51   |
| Ashleigh Brennan                                                             | Boden                | 14,200        | 16            | ausgeschieden | ausgeschieden | 16   |
| Ashleigh Brennan                                                             | Schwebebalken        | 13,066        | 43            | ausgeschieden | ausgeschieden | 43   |
| Ashleigh Brennan                                                             | Stufenbarren         | 13,266        | 47            | ausgeschieden | ausgeschieden | 47   |
| Ashleigh Brennan                                                             | Einzelmehrkampf      | 54,232        | 28            | ausgeschieden | ausgeschieden | 28   |
| Emily Little                                                                 | Boden                | 12,666        | 65            | ausgeschieden | ausgeschieden | 65   |
| Emily Little                                                                 | Schwebebalken        | 13,633        | 33            | ausgeschieden | ausgeschieden | 33   |
| Emily Little                                                                 | Stufenbarren         | 13,433        | 40            | ausgeschieden | ausgeschieden | 40   |
| Emily Little                                                                 | Einzelmehrkampf      | 54,498        | 24            | ausgeschieden | ausgeschieden | 24   |
| Larrissa Miller                                                              | Boden                | 13,466        | 42            | ausgeschieden | ausgeschieden | 42   |
| Larrissa Miller                                                              | Stufenbarren         | 14,025        | 29            | ausgeschieden | ausgeschieden | 29   |
| Lauren Mitchell                                                              | Boden                | 14,833        | 5             | 14,833        | 5             | 5    |
| Lauren Mitchell                                                              | Schwebebalken        | 14,300        | 20            | ausgeschieden | ausgeschieden | 20   |
| Georgia Bonora Ashleigh Brennan Emily Little Larrissa Miller Lauren Mitchell | Mannschaftsmehrkampf | 166,721       | 10            | ausgeschieden | ausgeschieden | 10   |
| Männer                                                                       |                      |               |               |               |               |      |
| Joshua Jefferis                                                              | Boden                | 13,800        | 58            | ausgeschieden | ausgeschieden | 58   |
| Joshua Jefferis                                                              | Pauschenpferd        | 13,433        | 42            | ausgeschieden | ausgeschieden | 42   |
| Joshua Jefferis                                                              | Ringe                | 14,533        | 37            | ausgeschieden | ausgeschieden | 37   |
| Joshua Jefferis                                                              | Barren               | 14,566        | 39            | ausgeschieden | ausgeschieden | 39   |
| Joshua Jefferis                                                              | Reck                 | 13,766        | 48            | ausgeschieden | ausgeschieden | 48   |
| Joshua Jefferis                                                              | Einzelmehrkampf      | 85,598        | 27            | 86,865        | 19            | 19   |

#### Rhythmische Sportgymnastik
| Athletinnen   | Wettbewerb       | Qualifikation | Qualifikation | Finale        | Finale        | Rang |
| Athletinnen   | Wettbewerb       | Punkte        | Rang          | Punkte        | Rang          | Rang |
| ------------- | ---------------- | ------------- | ------------- | ------------- | ------------- | ---- |
| Frauen        |                  |               |               |               |               |      |
| Janine Murray | Mehrkampf Einzel | 96,325        | 22            | ausgeschieden | ausgeschieden | 22   |

#### Trampolinturnen
| Athleten     | Wettbewerb | Qualifikation | Qualifikation | Finale        | Finale        | Rang |
| Athleten     | Wettbewerb | Punkte        | Rang          | Punkte        | Rang          | Rang |
| ------------ | ---------- | ------------- | ------------- | ------------- | ------------- | ---- |
| Männer       |            |               |               |               |               |      |
| Blake Gaudry | Einzel     | 84,255        | 13            | ausgeschieden | ausgeschieden | 13   |

### Volleyball
| Wettbewerb    | Männer |
| ------------- | --- |
| Athleten      | Thomas Edgar Andrew Grant Travis Passier Harrison Peacock Nathan Roberts Luke Smith Greg Sukochev Aden Tutton Adam White Lincoln Williams Igor Yudin Aidan Zingel |
| Trainer       | Jon Uriarte |
| Gruppenphase  | Argentinien (0:3) Großbritannien (3:0) Bulgarien (0:3) Italien (2:3) Polen (1:3)                                                                                  |
| Viertelfinale | ausgeschieden |
| Halbfinale    | ausgeschieden |
| Finale        | ausgeschieden |

### Wasserball
| Wettbewerb         | Frauen | Männer |
| ------------------ | --- | --- |
| Athleten           | Gemma Beadsworth Victoria Brown Kate Gynther Bronwen Knox Holly Lincoln-Smith Alicia McCormack Jane Moran Glencora Ralph Mel Rippon Sophie Smith Ash Southern Rowie Webster Nicola Zagame | Aaron Younger Thomas Whalan Gavin Woods Aidan Roach Billy Miller Sam McGregor Rhys Howden Joel Dennerley Johnno Cotterill Tim Cleland James Clark Richie Campbell Jamie Beadsworth |
| Trainer            | Greg McFadden | John Fox |
| Gruppenphase       | Italien (10:8) Großbritannien (16:3) Russland (11:8) | Italien (5:8) Kasachstan (7:4) Spanien (9:13) Kroatien (6:11) Griechenland (13:8)                                                                                                  |
| Viertelfinale      | Volksrepublik China (20:18) | Serbien (8:11) |
| Platzierungsspiele | – | Ungarn (9:10) Spiel um Platz 7: USA (10:9) |
| Halbfinale         | USA (9:11) | ausgeschieden |
| Finale             | Spiel um Platz 3: Ungarn (13:11) | ausgeschieden |
| Platzierung        | Bronze | 7 |

### Wasserspringen
| Athleten                         | Wettbewerb            | Vorkampf | Vorkampf | Halbfinale    | Halbfinale    | Finale        | Finale        | Rang   |
| Athleten                         | Wettbewerb            | Punkte   | Rang     | Punkte        | Rang          | Punkte        | Rang          | Rang   |
| -------------------------------- | --------------------- | -------- | -------- | ------------- | ------------- | ------------- | ------------- | ------ |
| Frauen                           |                       |          |          |               |               |               |               |        |
| Jaele Patrick                    | Kunstspringen 3 m     | 289,65   | 18       | 315,60        | 11            | 309,40        | 11            | 11     |
| Sharleen Stratton                | Kunstspringen 3 m     | 342,70   | 5        | 327,60        | 9             | 345,65        | 5             | 5      |
| Brittany Broben                  | Turmspringen 10 m     | 339,80   | 4        | 359,55        | 3             | 366,50        | 2             | Silber |
| Melissa Wu                       | Turmspringen 10 m     | 337,90   | 5        | 355,60        | 4             | 358,10        | 4             | 4      |
| Anabelle Smith Sharleen Stratton | Synchronspringen 3 m  | -        | -        | -             | -             | 304,95        | 5             | 5      |
| Rachel Bugg Loudy Wiggins        | Synchronspringen 10 m | -        | -        | -             | -             | 323,55        | 4             | 4      |
| Männer                           |                       |          |          |               |               |               |               |        |
| Ethan Warren                     | Kunstspringen 3 m     | 441,50   | 15       | 456,85        | 11            | 488,95        | 7             | 7      |
| Matthew Mitcham                  | Turmspringen 10 m     | 457,20   | 9        | 482,40        | 13            | ausgeschieden | ausgeschieden | 13     |
| James Connor                     | Turmspringen 10 m     | 427,45   | 20       | ausgeschieden | ausgeschieden | ausgeschieden | ausgeschieden | 20     |